# Sassandra-Marahoué

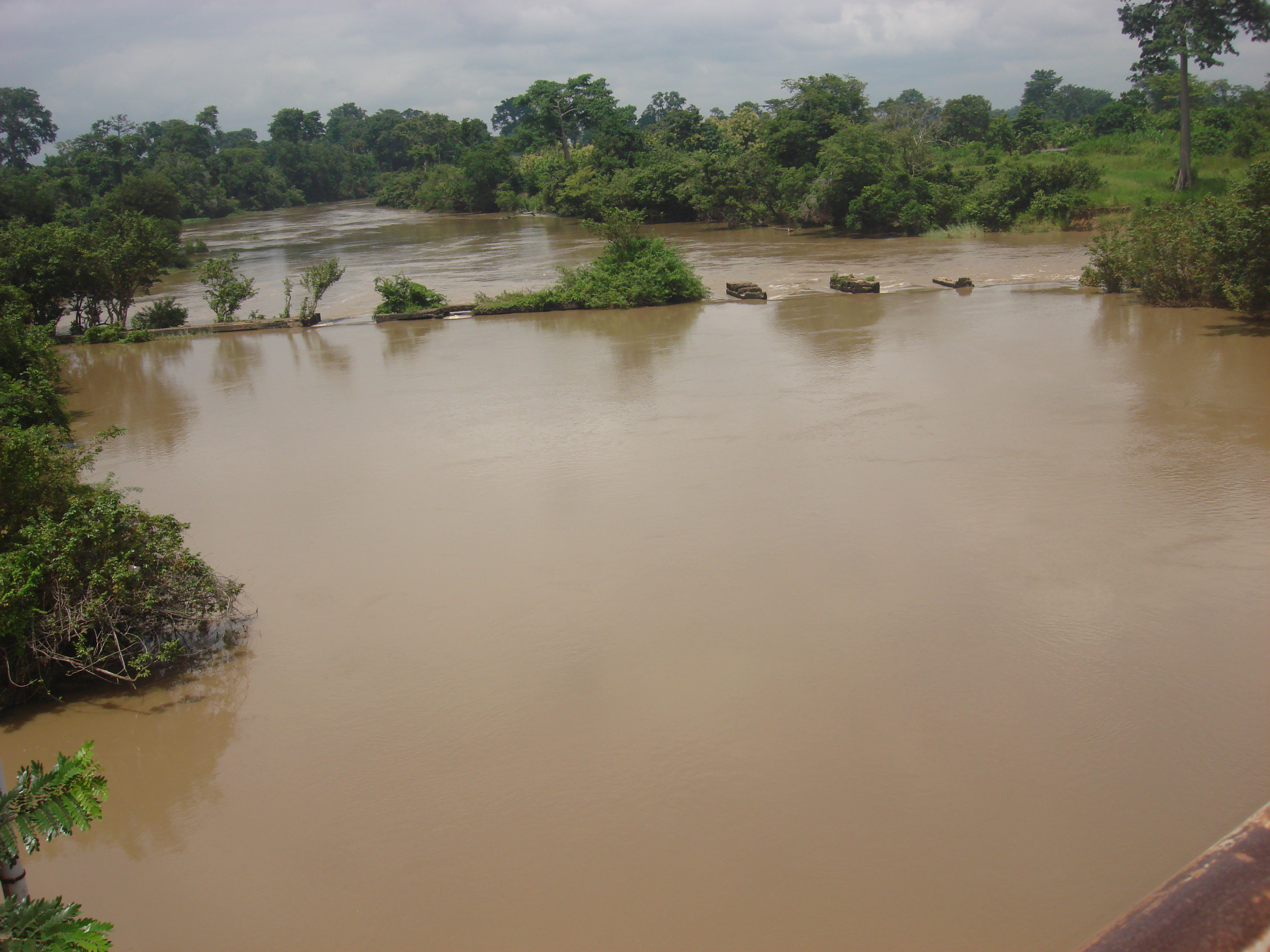
De Marahoué

Sassandra-Marahoué is een district van Ivoorkust met als hoofdstad Daloa. Het district heeft een oppervlakte van 23.940 km² en telde in 2014 2.293.304 inwoners.
Het district werd opgericht na de bestuurlijke herindeling van 2011 en werd genoemd naar de rivieren Sassandra en Marahoué.  
Het Nationaal park Marahoué ligt in het district. 

## Grenzen
Het district wordt in het westen begrensd door de Sassandra en in het oosten door het Kossoumeer. Het grenst aan de Ivoriaanse districten Woroba, Vallée du Bandama, Lacs, Yamoussoukro, Gôh-Djiboua, Bas-Sassandra en Montagnes. 

## Regio's
Het district is verder opgedeeld in twee regio's:
- Haut-Sassandra
- Marahoué